# Alexandra Paul (patinage artistique)
Pour l’article homonyme, voir Alexandra Paul pour l'actrice américaine.
Pour les articles homonymes, voir Paul.
Alexandra Paul, née le 16 septembre 1991 à Toronto et morte le 22 août 2023 à Melancthon, est une patineuse artistique canadienne, concourant en danse en couple avec Mitchell Islam dans les années 2010. Retirée de la compétition, elle est avocate et entraîneure de patinage artistique avant de décéder dans un accident de voiture. 

## Biographie

### Carrière sportive
Alexandra Paul a terminé troisième avec Jason Cheperdak en danse sur glace junior aux Championnats canadiens 2009. Elle cherche par la suite un nouveau partenaire et s'associe en février 2009 à Mitchell Islam, un collègue patineur de la Mariposa School of Skating à Barrie, en Ontario. Paul et Islam commence à concourir ensemble au cours de la saison 2009-2010.
Alexandra Paul est vice-champion du monde junior en 2010 en danse sur glace. Ensemble, ils sont médaillés dans des compétitions de la série Challenger et triple médaillé de bronze des Championnats canadiens (2011, 2014, 2015).
Ils participent aux Jeux olympiques de 2014 où ils terminent à la 18e place
Elle arrête les compétitions sportives après 2016.

## Vie privée
Le couple devient entraineur à la Mariposa School of Skating à Barrie. Alexandra Paul obtient un diplôme en droit de l'Université de Windsor et a rejoint un cabinet dans le droit immobilier. En septembre 2021, elle épouse son ancien partenaire sportif Mitchell Islam, et en octobre 2022, leur fils Charles est né.
Le 22 août 2023, Alexandra Paul décède à 31 ans dans une collision de voiture à Mélanchthon dans la province d'Ontario, provoquée par un chauffeur de camion qui a percuté plusieurs voitures stationnées sur le trajet. Son fils de 10 mois se trouvait aussi dans la voiture, mais il n'a pas été grièvement blessé.

## Palmarès
| Compétition                         | 2010    | 2011    | 2012    | 2013    | 2014    | 2015    | 2016    | 2017    |  |  |  |  |  |  |  |  |  |  |  |
| Jeux olympiques d'hiver             |         |         |         |         | 18e     |         |         |         |  |  |  |  |  |  |  |  |  |  |  |
| Championnats du monde               |         |         |         |         | 10e     | 13e     |         |         |  |  |  |  |  |  |  |  |  |  |  |
| Championnats des quatre continents  |         |         | 6e      |         |         | 6e      |         |         |  |  |  |  |  |  |  |  |  |  |  |
| Championnats du Canada              |         | 3e      | 5e      | 4e      | 3e      | 3e      | 4e      | F       |  |  |  |  |  |  |  |  |  |  |  |
| Championnats du monde juniors       | 2e      |         |         |         |         |         |         |         |  |  |  |  |  |  |  |  |  |  |  |
|                                     |         |         |         |         |         |         |         |         |  |  |  |  |  |  |  |  |  |  |  |
| Grand Prix ISU                      | 2009/10 | 2010/11 | 2011/12 | 2012/13 | 2013/14 | 2014/15 | 2015/16 | 2016/17 |  |  |  |  |  |  |  |  |  |  |  |
| Skate America                       |         |         | 8e      |         |         |         |         |         |  |  |  |  |  |  |  |  |  |  |  |
| Skate Canada                        |         | 4e      |         |         | 5e      |         | 6e      | 8e      |  |  |  |  |  |  |  |  |  |  |  |
| Coupe de Chine                      |         |         |         |         |         | 5e      |         | F       |  |  |  |  |  |  |  |  |  |  |  |
| Trophée de France                   |         |         |         |         |         | 6e      |         |         |  |  |  |  |  |  |  |  |  |  |  |
| Coupe de Russie                     |         | A       |         |         |         |         |         |         |  |  |  |  |  |  |  |  |  |  |  |
| Trophée NHK                         |         |         | A       |         |         |         | F       |         |  |  |  |  |  |  |  |  |  |  |  |
| Légende : F = Forfait ; A = Abandon |         |         |         |         |         |         |         |         |  |  |  |  |  |  |  |  |  |  |  |